# Municipio de San Juan Lachigalla
El municipio de San Juan Lachigalla (del zapoteco: lachi, gallo ‘llano, copal’‘Llano de copal’) es uno de los 570 municipios que conforman al estado mexicano de Oaxaca. Pertenece al distrito de Ejutla, dentro de la región valles centrales. Su cabecera es la localidad de San Juan Lachigalla.

## Geografía
El municipio abarca 104.89 km² y se encuentra a una altitud promedio de 1700 m s. n. m., oscilando entre 3100 y 1400 m s. n. m.

## Demografía
De acuerdo al último censo, realizado por el INEGI en 2010, en el municipio habitan 3285 personas, repartidas entre 10 localidades.